# Schimpach
Schimpach (en luxemburguès: Schëmpech; alemany:  Schimpach) és una vila de la comuna de Wincrange, situada al districte de Diekirch del cantó de Clervaux. Està a uns 49 km de distància de la ciutat de Luxemburg.